# Sun Laimiao
Sun Laimiao (forenklet kinesisk: 孙来苗; traditionelt kinesisk: 孫來苗; pinyin: Sūn Láimiáo; født 8. april 1981 i Chuzhou, Anhui) er en kvindelig kinesisk håndboldspiller som deltog under Sommer-OL 2004.
I 2004 kom hun på en ottendeplads med de kinesiske håndboldlandshold under Sommer-OL 2004. Hun spillede i fem kampe og scorede to mål.